# Carlos Ruz
Carlos Ruz Ruz (* 1923 in Curicó; † 24. Februar 1946 in Fundo Las Mercedes) war ein chilenischer Fußballspieler auf der Position des Stürmers. 

## Karriere
Carlos Ruz begann in seiner Heimatstadt Curicó mit dem Fußballspielen. Durch seine guten Leistungen weckte der Angreifer das Interesse von Klubs aus Valparaíso und Santiago. Er entschied sich 1943 für einen Wechsel zum CSD Colo-Colo, kam dort allerdings nur einmal in der Liga zum Einsatz. 1944 ging er zum Santiago National FC und überzeugte dort, so dass er sich Hoffnungen auf die Teilnahme am Campeonato Sudamericano 1946 machen konnte. Letztlich gehörte er aber nicht zum Kader der Nationalmannschaft. Im Februar 1946 starb Ruz bei einem Badeunfall in einem Teich von Fundo Las Mercedes.